# West Coast Range

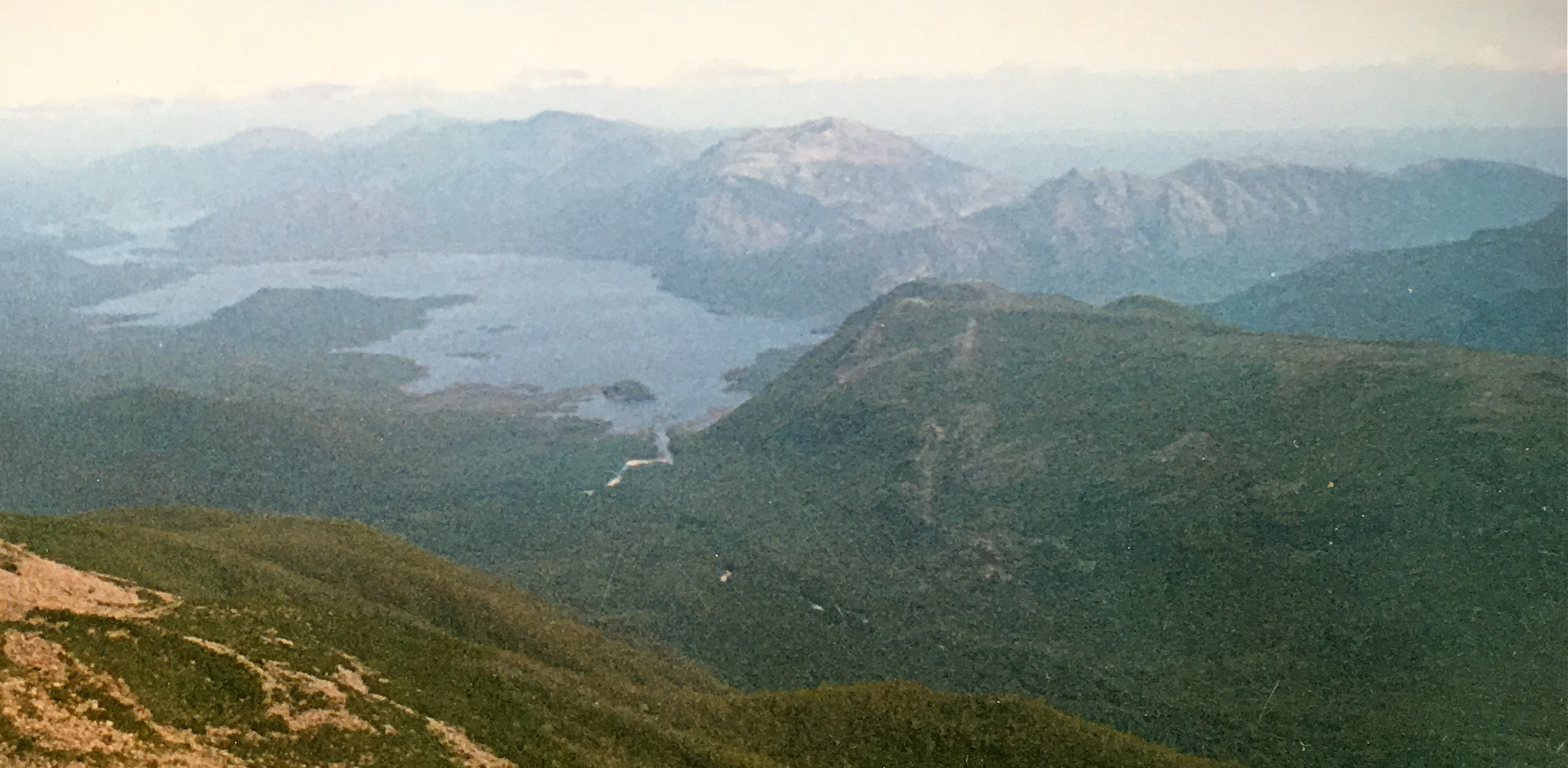
Die West Coast Range und der Lake Burbury (Flugaufnahme 2016)

Die West Coast Range ist eine Gebirgskette im Westen des australischen Bundesstaates Tasmanien. Sie liegt westlich des Franklin-Gordon-Wild-Rivers-Nationalparks an der Westküste der Insel.
In diesem Gebirgszug gab es eine große Zahl von Bergwerken in der geologisch reichen Zone der Mount-Read-Vulkane. Östlich der West Coast Range liegen weitere Gebirgszüge, wie die Engineer Range, die Raglan Range, die Eldon Range und die Sticht Range, die in Ost-West-Richtung streichen. Die West Coast Range allerdings streicht in Nord-Süd-Richtung und folgt dabei der Reihe erloschener Vulkane.
Um das Gebirge herum wurde das Land in vielfältiger Weise genutzt. Man findet dort die Stauseen der Hydro Tasmania, Bergwerke, Fernstraßen und geschichtlich bedeutende Orte. Von den Siedlungen in diesem Gebirge ist heute nur noch Gormanston bewohnt.

## Geografie
Die Geografie des Gebietes ergibt sich aus einer Reihe von Faktoren, z. B. die südliche Flussrichtung der Vergletscherung im Tal des King River und um die Tyndalls und die Nord-Süd-Ausrichtung der West Coast Range selbst.

### Flüsse
- Anthony River an der Nordseite des Gebirges
- Eldon River an der Ostseite des Gebirges
- Henty River an der Westseite des Gebirges
- King River, der in der Eldon Range entspringt und zwischen Mount Huxley und Mount Jukes hindurchfließt; von Hydro Tasmania angestaut
- Queen River durch Queenstown, fließt westlich des Mount Huxley in den King River
- Tofft River zwischen den Thureau Hills, dem Mount Owen und dem Mount Huxley
- Yolande River zwischen Lake Margaret und Henty River

### Seen
- Basin Lake
- Lake Adam – ein Nebensee des Lake Margaret
- Lake Barnabas
- Lake Beatrice – an der Ostflanke des Mount Sedgwick
- Lake Burbury – entstanden durch das Aufstauen des King River
- Lake Dora
- Lake Dorothy
- Lake Julia – im Gebiet der Tyndalls
- Lake Mackintosh – entstanden durch das Aufstauen des Mackintosh River
- Lake Mary – ein Nebensee des Lake Margaret
- Lake Margaret an der Nordflanke des Mount Sedgwick
- Lake Murchison – entstanden durch das Aufstauen des Murchison River
- Lake Plimsoll
- Lake Polycarp
- Lake Rolleston – zwischen der Tyndall Range und der Sticht Range
- Lake Selina  – etwas westlich des Lake Plimsoll
- Lake Spicer – westlich des Eldon Peak
- Lake Westwood – beim Mount Julia

### Berge
einschließlich Gebirgsketten innerhalb der West Coast Range, die keinen gesondert benannten Gipfel besitzen:
- Mount Black: 950 m
- Mount Darwin: 1.031 m
  - South Darwin: 780 m
- Mount Dundas: 1.143 m (westlicher Hauptgipfel)
- Mount Farrell: 712 m
- Mount Geikie: 1.191 m (zweithöchster Gipfel der West Coast Range)
- Mount Hamilton: 1.075 m
- Mount Huxley: 926 m
- Mount Jukes:  1.168 m
  - Proprietary Peak: 1103 m
  - Pyramid Peak
  - South Jukes Peak: 1.000 m
  - West Jukes Peak
- Mount Julia: 843 m
- Mount Lyell:  920 m
- Mount Murchison: 1.275 m  (höchster Gipfel der West Coast Range)
- Mount Owen: 1.146 m
- Mount Read: 1.124 m   – mit einer automatischen Wetterstation auf dem Gipfel
- Mount Selina: 760 m
- Mount Sedgwick: 1.147 m
- Mount Sorell: 1.144 m
- Mount Strahan: 855 m
- Mount Tyndall: 1.179 m
- Sticht Range
- Tyndall Range
- Victoria Peak: 949 m – östlich des Lake Murchison

### Kleinere Erhebungen und sonstige geologische Sehenswürdigkeiten
- Darwin Crater – vermutlich von einem Meteoriteneinschlag
- Gooseneck Hill
- Henty Glacial Moraine – eine Moräne am Henty River
- Marble Bluff – am Zusammenfluss des Eldon River und des South Eldon River am Nordufer des Lake Burbury
- Teepookana Plateau
- Thureau Hills – an den Osthängen des Mount Owen und des Mount Huxley
- Walford Peak – am Lake Dora

## Vegetation
Die Hänge des Mount Owen, des Mount Lyell und des Mount Sedgwick sind mit Resten von Bäumen übersät, die durch die Feuer und den Rauch der Schmelzöfen in der ersten Hälfte des 20. Jahrhunderts abstarben. Die Verwüstung der Wälder um die Bergwerke bei Queenstown begann in den 1890er-Jahren und setzte sich bis weit in das 20. Jahrhundert hinein fort.
Einige Huon-Steineiben (Lagarostrobos franklinii) mit beträchtlichem Alter finden sich an den Hängen des Mount Read.
Durch Waldbrände und den Einfluss des Bergbaus und anderer menschlicher Aktivitäten wurden die Vegetationszonen der West Coast Range wesentlich verändert. Nur noch an einigen wenigen Stellen findet sich Vegetation, die seit der europäischen Besiedelung unverändert geblieben ist.
Die Ostabdachung des Gebirges bildet die Westgrenze des Franklin-Gordon-Wild-Rivers-Nationalparks. Dort ist der Wald in besserem Zustand. Im gesamten Gebirges gibt es Waldschutzzonen.

## Klima
Im Winter liegt die Schneefallgrenze üblicherweise bei 1.000 m, sodass die meisten Gipfel der West Coast Range schneebedeckt sind. Am Lake Margaret stand eine Langzeit-Wetterbeobachtungsstation, aber heute liefert die vom Bureau of Meteorology installierte automatische Wetterstation am Mount Read regelmäßig Daten für deren Website für extreme Wetterverhältnisse. Die am Lake Margaret gemessenen Regenfälle sind zusammen mit denen in Tully in Queensland die höchsten, die in Australien gemessen werden. Im Mittel liegen sie für die gesamte West Coast Range bei 2.800 – 3.000 mm/Jahr.
Die außergewöhnlichen Wetterverhältnisse liegen an der Lage des Gebirges an der Westküste Tasmaniens. Dort ist das Gebirge den Stürmen des Indischen Ozeans ebenso ausgesetzt wie den Wetterunbilden der Antarktis, und so sind in diesem, in den Roaring Forties gelegenen Gebiet Kaltfronten und Extremwetter durchaus üblich.
Frühere Wetteraufzeichnungen gibt es für die Städte Queenstown und Zeehan. Wegen der Veränderungen in der Bevölkerungsverteilung kommen derzeit die Wetterdaten hauptsächlich vom Flughafen in Strahan und vom Mount Read.

## Geschichte
Zuerst wurde die West Coast Range von europäischen Forschern, sowie von Sträflingen, die aus der Strafkolonie Macquarie Harbour auf Sarah Island entwichen, erforscht. Ende des 19. Jahrhunderts war der größte Teil des Gebirges erforscht, aber noch Ende der 1940er-Jahre wiesen offizielle Karten „unerforschte“ oder „unzureichend vermessene“ Gebiete in dieser Gegend aus.
Die vielleicht herausragendsten Gipfel des Gebirges, die vom Macquarie Harbour aus sichtbar sind, wurden nach Unterstützern und Gegnern der Theorien von Charles Darwin benannt. Dabei erhielten interessanterweise die höheren Gipfel die Namen der Gegner, während die niedrigeren nach den Unterstützern benannt wurden.
Es gab sehr kleine Bergbausiedlungen in den Tyndalls, am Mount Darwin und am Mount Jukes, und vermutlich weitere kleine Niederlassungen von kurzer Dauer an anderen Stellen. Linda und das Linda Valley sind vermutlich die einzigen weiteren besiedelten und benannten Orte in einem Tal der West Coast Range. Queenstown liegt im Tal des Queen River an der Westflanke des Mount Owen, bzw. an der Südwestflanke des Mount Lyell und ist damit außerhalb des Gebirges.

## Bergbau
Die tasmanische Bergbaubehörde regulierte den Abbau der in Tasmanien gefundenen Bodenschätze. Die meisten davon fand man im Gebiet der Westküste, z. B. Barium, Kupfer, Gold, Pyrit, Silber und Zink.
Bergwerke – meist nur kurzzeitig betrieben – gab es an den oberen Hängen des Mount Darwin und des Mount Jukes. Länger bestehende Bergwerke fanden sich an den mittleren Hängen des Mount Lyell (an der Nord-, West- und Südseite) und an den mittleren und oberen Hängen des Mount Read. Über die Zeit wurden fast alle Hänge der genannten Berge nach Mineralien abgesucht.
Die Regierung ordnete in den letzten Jahrzehnten Umweltschutzmaßnahmen an, die die Zerstörungen durch den Bergbau, wie sie vom Mount Lyell bekannt waren, einschränkten. Ein gutes Beispiel für den Betrieb eines Bergwerkes in einer ökologisch sensiblen Gegend ist die Henty Gold Mine am Nordende des Gebirges.

## Staudämme
Die Westküste Tasmaniens galt immer schon als attraktiver Standort für Staudämme zur Gewinnung von Strom aus Wasserkraft. Der King River wurde zu diesem Zweck bereits in der Zeit des Ersten Weltkrieges vermessen.
In den 1950er- und Anfang der 1960er-Jahre führte die HEC erste Vermessungen durch. Im oberen Teil des Pieman-River-Systems wurden Teile der West Coast Range mit Staudämmen versehen, und die letzten Projekte der HEC waren das Henty-River-System und das King-River-System.

### Pieman-River-System
Das Pieman-River-System umfasst das Aufstauen von Flüssen, die in der West Coast Range entspringen. Dieses Projekt folgte dem Gordon-River-System. Eigentlich sollte ein Franklin-River-System folgen, aber tatsächlich folgte das Anstauen des King River und des Henty River.
Der Bau begann 1974 und wurde 1987 abgeschlossen. Enthalten sind die Staudämme am Murchison River und am Macintosh River sowie am Pieman River. Für die Arbeiter an diesem Projekt entstand die Siedlung Tullah, die auch Verwaltungszentrum der HEC wurde.
Der Lake Mackintosh mit seinem Kraftwerk liegen nördlich von Tullah, während der Lake Murchison südlich liegt. Ein dritter Staudamm, der Bastyan-Staudamm entstand nördlich von Rosebery und der Reece-Staudamm liegt weit im Westen bei der Siedlung Corinna.

### King-River-System
Der Crotty-Staudamm ist eine 82 m hohe Staumauer im Verlauf des King River zwischen Mount Huxley und Mount Jukes. Der Darwin-Staudamm ist ein Satteldamm am Fuße des Mount Darwin. Beide Dämme zusammen stauen den 54 km² großen Lake Burbury an.

## Verkehr
Anfangs war die Westküste nur zu Fuß oder von See her erreichbar. Eisenbahnen wurden sehr viel früher als Straßen in diese Gegend gebaut. Die Straße nach Hobart (Lyell Highway) entstand erst in den 1930er Jahren und die zur Nordküste (Murchison Highway) gar erst in den 1960er-Jahren.

### Eisenbahnen
Zur Erschließung der Bergwerke Mount Lyell und North Mount Lyell entstanden Eisenbahnstrecken vom Macquarie Harbour bis zum Fuß des Gebirges. Keine von ihnen durchquerte die West Coast Range.
- North Mount Lyell Railway – vom Seehafen Pillinger im Kelly Basin
- Mount Lyell Railway – vom Seehafen Regatta Point

Ähnliche Strecken verbanden mit der Emu Bay Railway – z. B. die North East Dundas Tramway zum Fuß der West Coast Range, wo die Bergwerke waren.

### Straßen
Der Lyell Highway führt durch die West Coast Range und das Linda Valley. Er entstand erst in den 1930er-Jahren.
Die Straße von Crotty nach Queenstown – oder eigentlich nach Lynchford – von der HEC als Mount Jukes Road, einem Teil des King-River-Systems, in den 1980er-Jahren gebaut – führt hoch über die Schlucht des King River an der Nordflanke des Mount Jukes.
Die Anthony Road (B28), die von Hydro Tasmania als Teil des Anthony-Systems gebaut wurde, durchschneidet den Nordteil des Gebirges und ermöglicht die Zufahrt zu den Gletscherseen in den Tyndalls, dem Lake Westwood, dem Lake Selina und dem Lake Julia.

### Flugplätze
Der Flugplatz von Queenstown – in Betrieb in den 1960er- und 1970er-Jahren westlich der Stadt – war zwar kein regelmäßig angeflogener Landeplatz, lag aber am nächsten an der West Coast Range. Der Flugplatz von Strahan ist der nächstgelegene offizielle Flugplatz.
An mehreren Stellen des Gebirges gab es Hubschrauberlandeplätze, die von den Bergwerksbetreibern genutzt wurden. Allerdings gibt es darüber keine Aufzeichnungen mehr.

## Sehenswürdigkeiten
Eisenbahnen
- Comstock Tram rund um die Hänge des Mount Lyell – nicht zu verwechseln mit der gleichnamigen Strecke in Zeehan
- Lake Margaret Tram an der Westseite des Mount Sedgwick
- North Mount Lyell Railway im Linda Valley, entlang des Tales des King River,

durch Crotty und Darwin nach Pillinger am Kelly Basin.
Siedlungen und Geisterstädte
- Crotty (Geisterstadt) an den Osthängen des Mount Jukes
- Darwin (Geisterstadt) an den Osthängen des Mount Darwin
- Gormanston an den Nordhängen des Mount Owen
- Lake Margaret (Geisterstadt)
- Linda zwischen Mount Owen und Mount Lyell
- Rosebery
- Tullah am Lake Rosebery
- Williamsford

Bergwerke
- Henty Gold Mine
- Mount Jukes Mines an den oberen Hängen des Berges – einschließlich der 'Lake Jukes Mine'

Staudämme und Kraftwerke
- Anthony Power Station
- Bastyan Power Station
- Crotty-Staudamm
- Darwin-Staudamm
- John Butters Power Station
- Lake Margaret Power Station

Hauptstraßen
- Lyell Highway im Linda Valley zwischen Mount Owen und Mount Lyell
- Henty River Road von der Henty Glacial Moraine zum Lake Murchison Dam (Anthony Power Station) und nach Tullah

Wanderwege
Es gibt etliche Wanderwege im gesamten Gebirge – einige davon heute noch nutzbar, andere zugewachsen.
C. Binks: Explorers of Western Tasmania, besitzt einen Anhang 'The exploration tracks 1880–1910', der alte Wanderwege aufzeigt.
Viele Wege wurden von Thomas Bather Moore angelegt. Er benannte viele Landmarken, wie den Mount Strahan, die Thureau Hills und den Tofft River.

## Geologische Karten
Geological maps of Tasmania: Mount Read Volcanics Project P. Komyshan ...et al.
Hobart : Geological Survey of Tasmania, Division of Mines and Mineral Resources, Mount Read Volcanics Project, 1986–1993 - 13 maps : col. ; 92 × 96 cm oder kleiner. 
- Map 1. Geology of the Mt. Charter-Hellyer area
- Map 2. Geology of Rosebery-Mt. Block area
- Map 3. Geology of the Henty River-Mt. Read area
- Map 4. Geology of the Mt. Murchison area
- Map 5. Geology of the Tyndall Range area
- Map 6. Geological compilation map of the Mount Read volcanics & associated rocks, Hellyer to south Darwin Peak
- Map 7. Geology of the Back Peak-Cradle Mountain Link Road area (not West Coast Range area)
- Map 8. Geology of the Mt. Cattley-Mt. Tor area (not West Coast Range area)
- Map 9. Geology of the Winterbrook-Moina area (not West Coast Range area)
- Map 10. Geology of the Elliott Bay-Mt. Osmund area (not West Coast Range area)
- Map 11. Geology of the Wanderer River-Moores Valley area (not West Coast Range area)
- Map 12. Geology of the D'Aguilar Range area (not West Coast Range area)
- Map 13. Geology of the Mt. Jukes-Mt. Darwin area.